# Girls’ Generations Factory Girl
Girls’ Generations Factory Girl (소녀시대의 팩토리 걸, Sonyeo Sidae-ui Paektori Geol) ist eine südkoreanische Reality-TV-Sendung. In dieser arbeiten die neun Mitglieder der Gruppe Girls’ Generation als Praktikantinnen für das Modemagazin Elle Girl Korea.

## Überblick
Am 30. September 2008 wurde bekanntgegeben, dass Girls’ Generation in einer neuen Reality-TV-Sendung des Senders Mnet auftreten würden. Inspiriert wurde die Sendung Factory Girl von dem US-amerikanischen Spielfilm Der Teufel trägt Prada. Der Regisseur des Programms, Kim Young-chan, sagte, Factory Girl sei nicht nur einfach eine Sendung mit Girls’ Generation in den Hauptrollen, sondern eher ein Programm, das Realität, Trends und Berühmtheiten miteinander kombiniert. Die Serie startete am 8. Oktober 2008 auf dem Sender Mnet. Auch die Chefin von der südkoreanischen Ausgabe von Elle Girl, Nam Yoon-hee, sowie andere Mitarbeiter, tauchten des Öfteren in der Sendung auf und gaben den Girls’-Generation-Mitgliedern Aufgaben aber auch Hilfestellungen.
Die Sendung zeigte die Arbeit der neun Mädchen als Praktikantinnen für die Redaktion des Magazins Elle Girl Korea. So mussten die Mädchen verschiedene Aufgaben bewältigen, die ihnen von der Elle-Girl-Redaktion aufgetragen wurden. Nach dem Ende der Sendung veröffentlichte Nam Yoon-hee ein Fotobuch mit dem Titel „gorgeous“ am 17. April 2009. Das Buch gibt viele Styling-Tipps und wurde auch Online sowie in der April-2009-Ausgabe von Elle Girl Korea veröffentlicht.

## Episodenliste
| Nummer | Titel                                                        | Erstausstrahlung (Mnet) |
| ------ | ------------------------------------------------------------ | ----------------------- |
| 01     | 소녀시대, 에디터 되다 (Sonyeo Sidae, Editeo Doeda)           | 8. Oktober 2008         |
| 02     | 패션에디터는 너무 어려워 (Paesyeonediteoneun Neomu Eoryeowo) | 15. Oktober 2008        |
| 03     | 소녀들의 파티 Part.1 (Sonyeodeurui Pati Part.1)              | 22. Oktober 2008        |
| 04     | 소녀들의 파티 Part.2 (Sonyeodeurui Pati Part.2)              | 29. Oktober 2008        |
| 05     | New York 출장 Part.1 (New York Chuljang Part.1)              | 5. November 2008        |
| 06     | New York 출장 Part.2 (New York Chuljang Part.2)              | 12. November 2008       |
| 07     | 패션쇼 그리고 패션피플 (Paesyeonsyo Geurigo Paesyeonpipeul)  | 26. November 2008       |
| 08     | 크리스마스 파티 Part.1 (Keuriseumaseu Pati Part.1)           | 3. Dezember 2008        |
| 09     | 크리스마스 파티 Part.2 (Keuriseumaseu Pati Part.2)           | 10. Dezember 2008       |
| 10     | 굿바이, 팩토리 걸 (Gutppai, Paektori Geol)                   | 17. Dezember 2008       |